# Miranda Boone
Martina Maria (Miranda) Boone (Oost-Souburg, 28 oktober 1967) is een Nederlands gewoon hoogleraar criminologie.

## Biografie
Boone werkte in 1994 mee aan een rapport voor het WODC. in 1996 werkte ze mee aan Rechtshandhaving en sancties. Reactie op het rapport van de Commissie Korthals Altes. In 2000 promoveerde zij aan de Universiteit Utrecht op Recht voor commuun gestraften. Van 2003 tot 2017 was ze universitair hoofddocent straf- en strafprocesrecht aan die laatste universiteit. Van 2011 tot 2017 was ze bijzonder hoogleraar penitentiair recht en penologie aan de Rijksuniversiteit Groningen. Per 15 mei 2017 werd zij aangesteld als gewoon hoogleraar criminologie aan de Universiteit Leiden.
Prof. mr. dr. M.M. Boone werkte mee aan diverse onderzoeksrapporten ten behoeve van overheidsorganen, waaronder voor de Europese Commissie. Ze werkte mee aan tientallen publicaties, waaronder als mederedacteur. In 2015 bewerkte ze het handboek van prof. mr. Constantijn Kelk: Nederlands detentierecht.